# De Dellen (Limburg)
De Dellen vormen samen met het Meerssenerbroek een afwisselend en vrij toegankelijk natuurgebied in de Nederlandse provincie Limburg. Het natuurgebied van 92 hectare ligt aan de oevers van de Geul, aan de Dellenweg op een kilometer ten zuidoosten van Meerssen.

## De Dellen
Dit gebied van zo'n 70 ha bestaat voor het grootste deel uit een hooggelegen plateau met bossen op zure en voedselarme bodems. De Dellen zijn pas vrij laat bebost. Het hoogste gedeelte is momenteel nog steeds door defensie in gebruik als militair oefenterrein. In de jaren 60 van de twintigste eeuw waren er zelfs een tweetal schietbaantjes ingericht. Dit hoge gedeelte was begin van de 20e eeuw nog met heide begroeid, wat vrij bijzonder was in Zuid-Limburg. Tegenwoordig is het beplant met eiken, berken, beuken en esdoorns. De struiklaag bestaat vooral uit bramen, en de kruidlaag uit soorten als klaverzuring en salomonszegel. In de grubben, (kleinschalige droogdalen) in dit gebied groeien diverse bijzondere varensoorten en het zeldzame heksenkruid. Het zijn met name deze plekken waar de rijke zoogdierfauna (met wat geluk) kan worden aangetroffen. Naast algemene soorten als ree en vos leven hier bijzondere soorten als de das, de zeldzame steenmarter, de hazelmuis en de eikelmuis.
Kleiner, maar veel bekender is het gebied direct ten zuiden van het Geuldal, waar een zeer druk bezochte wandelroute ligt. Langs die route (de Dellenweg) liggen hellingbossen met de voor het kalkrijke Zuid-Limburg typerende rijke kruidlaag van gevlekte aronskelk, slanke sleutelbloem en bosanemoon, maar ook soorten van dynamische milieus zoals het ruig klokje en kleine kaardenbol. De struwelen en bosranden langs de weg zijn even fraai begroeid met naast veel klimopsoorten als bosrank, Gelderse roos en rode kornoelje. Hier leven ook vlinders als de dagpauwoog en de vrij zeldzame gehakkelde aurelia.

## Het Meerssenerbroek
Dit ca. 20 ha grote gebied bestaat uit laaggelegen graslanden en wat populierenbos in een vlakte langs de Geul. In de winter staat het gebied af en toe onder water. De populierenbossen zijn vanaf 1996 aan de natuur teruggegeven nadat er flinke open plekken in waren gemaakt. Om het dal niet helemaal met bos te laten dichtgroeien en de variatie te verhogen laat de beheerder halfwilde runderen (galloways) in het gebied grazen. Deze lopen in een ingerasterd gebied, dat vooral in het Geuldal ligt maar ook aan de randen van de hellingbossen. Midden door het Meerssenerbroek loopt een nevenloop van de Geul, het vanwege een watermolen gegraven Geulke.

## Mergelgroeven
In de hellingen langs de Geul wordt al sinds de Romeinse tijd mergel gegraven, aanvankelijk vooral dicht langs de Geul. Dat heeft geleid tot enkele ondergrondse mergelgroeves waaronder Groeve Oly, Groeve Dellen oude werken en de Meerssenergroeve, maar ook tot grote dagbouwgroeven zoals de Curfsgroeve, direct oostelijk van het natuurgebied. Deze valt echter in het landschap niet te zeer op omdat de omgeving van de Geul grotendeels gespaard is gebleven. Deze groeve zal na aflopen van de vergunning waarschijnlijk worden gesloten en afgewerkt als natuurgebied.
Zeldzame amfibieën als de vroedmeesterpad en de geelbuikvuurpad komen wonderlijk genoeg met name in deze nog gebruikte dagbouwgroeve voor met zijn dynamische milieu (kale bodems en dergelijke). In het terrein zijn ook oudere en kleinere, opnieuw fraai begroeid geraakte dagbouwgroeven te herkennen.
In de grotten overwinteren veel vleermuizen.